# Azteca tachigaliae
Azteca tachigaliae is een mierensoort uit de onderfamilie van de Dolichoderinae. De wetenschappelijke naam van de soort is voor het eerst geldig gepubliceerd in 1904 door Auguste Forel.